# Пигасово (Камешковский район)
Пигасово — деревня в Камешковском районе Владимирской области России, входит в состав Сергеихинского муниципального образования.

## География
Деревня расположена в 10 км на юго-запад от центра поселения деревни Сергеиха и в 21 км на запад от райцентра города Камешково.

## История
В конце XIX — начале XX века деревня входила в состав Быковской волости Суздальского уезда. В 1859 году в деревне числилось 23 дворов, в 1905 году — 55 дворов, в 1926 году — 42 хозяйств.
С 1929 года деревня входила в состав Кругловского сельсовета Владимирского района, с 1940 года — в составе Камешковского района, с 1977 года — в составе Коверинского сельсовета, с 2005 года — в составе Сергеихинского муниципального образования.

## Население
| 1859 | 1905 | 1926 |
| ---- | ---- | ---- |
| 208  | 290  | 211  |

| 1859 | 1905 | 1926 | 2002 | 2010 | 2021 |
| ---- | ---- | ---- | ---- | ---- | ---- |
| 208  | ↗290 | ↘211 | ↘5   | ↘0   | ↗7   |